# Сан-Мігель-де-Серресуела
Сан-Мігель-де-Серресуела (ісп. San Miguel de Serrezuela) — муніципалітет в Іспанії, у складі автономної спільноти Кастилія-і-Леон, у провінції Авіла. Населення — 162 особи (2010).
Муніципалітет розташований на відстані близько 140 км на захід від Мадрида, 49 км на захід від Авіли.

## Демографія
Динаміка населення (INE ):